# NGC 2651
NGC 2651 is een spiraalvormig sterrenstelsel in het sterrenbeeld Kreeft. Het hemelobject werd op 10 maart 1864 ontdekt door de Duitse astronoom Albert Marth.

## Synoniemen
- ZWG 61.1
- KARA 282
- PGC 24521